# مید (شهرستان میسون، میشیگان)
مید (به انگلیسی: Meade Township) یک منطقهٔ مسکونی در ایالات متحده آمریکا است که در شهرستان ماسون، میشیگان واقع شده‌است.
 مید  ۱۸۱ نفر جمعیت دارد و ۲۱۴ متر بالاتر از سطح دریا واقع شده‌است.